# Eva Moberg
Eva Moberg Hederberg, född Moberg den 14 februari 1932 i Engelbrekts församling i Stockholm, död 22 maj 2011 i Högalids församling i Stockholm, var en svensk författare, dramatiker och debattör.

## Biografi
Eva Moberg var dotter till författaren Vilhelm Moberg och Greta Moberg. Hon växte upp i Stockholm och tog studentexamen 1952. År 1963 blev hon filosofie licentiat inom litteraturhistoria, religionshistoria och praktisk filosofi med avhandlingen Kärlek och kön, en studie i Colettes diktning. Hon var redaktör för Fredrika Bremer-förbundets tidskrift Hertha 1960–1962, kulturredaktör i veckotidningen Vi 1967–1976 och kolumnist i Dagens Nyheter 1976–1992. Hon skrev om samhällsproblem, politik och etiska frågor. Åren 1968–1970 var hon anställd som manusförfattare på SVT, där hon bland annat skrev en rad uppmärksammade TV-revyer och senare flera scenkomedier.
Moberg deltog tidigt i jämställdhetsdebatten i Sverige. Hennes essä "Kvinnans villkorliga frigivning", publicerad 1961, satte igång en intensiv och långvarig debatt om mäns och kvinnors ställning i familjen och i samhället i stort. Vid mitten av 1960-talet blev hon medlem i Grupp 222, en löst sammansatt påtryckningsgrupp i jämställdhetsfrågor. Grupp 222:s och Mobergs idéer kring ett jämställt samhälle innehöll kritik av den traditionella mansrollen; de förespråkade inte bara kvinnornas utan även männens emancipation. "Män är bättre än manssamhället" var Mobergs utgångspunkt, vilket också var titeln på ett föredrag hon återkommande höll utomlands på 1990-talet.
Under 1970-talet engagerade hon sig även i kampen mot kärnkraft och senare också i miljöfrågor och som försvarare av  djurens rättigheter. 
Moberg var också en av grundarna till Republikanska Klubben.
Åren 1964–1976 var Eva Moberg gift med TV-producenten Hans Hederberg, med vilken hon fick en dotter 1966. Eva Moberg levde senare, fram till sin död, med författaren Gottfried Grafström. Hon är begravd på Norra begravningsplatsen utanför Stockholm.

### Eva och Åsa Moberg
Eva Moberg och Åsa Moberg har vid flera tillfällen förväxlats, då de har samma efternamn och har beröringspunkter i sina författar- och skriftställarskap. Bland annat skedde 2004 en förväxling i Dagens Nyheter där man tillskrev Eva Moberg delar av Åsa Mobergs författarskap. DN ansträngde sig för att gottgöra detta genom en tydlig publicering av rättelse och en välvillig exponering av Åsa Mobergs författarskap.

## Utmärkelser
- 1975 - De Nios stora pris (1975)
- 1990 - Hiroshima Peace Prize
- 1994 - Årets väckarklocka
- 1999 - Årets förvillare - negativ utmärkelse från Vetenskap och Folkbildning, som stämplade Moberg som vetenskapsfientlig på grund av hennes reportage om telepati och healing och annat inom New Age.[12]
- 2003 - Torgny Segerstedts frihetspenna

Eva Mobergs namn finns med i Siri Derkerts konstverk Ristningar i betong på Östermalmstorgs tunnelbanestation, som uppmärksammar personer som Derkert bedömde som betydelsefulla för "Kvinnosaken, freds- och miljörörelsen".